# Alpiscorpius idaeus
Espèce
Synonymes
- Euscorpius idaeus Yağmur & Tropea, 2017

Alpiscorpius idaeus est une espèce de scorpions de la famille des Euscorpiidae.

## Distribution
Cette espèce se rencontre en Turquie dans les provinces de Balıkesir et de Çanakkale sur le mont Ida et en Grèce sur Lesbos,.

## Description
Le mâle holotype mesure 24,75 mm et la femelle paratype 26 mm.

## Systématique et taxinomie
Cette espèce a été décrite sous le protonyme Euscorpius idaeus par Yağmur et Tropea en 2017. Elle est placée dans le genre Alpiscorpius par Yağmur et Sipahioğlu en 2025.

## Étymologie
Son nom d'espèce lui a été donné en référence au lieu de sa découverte, le mont Ida.

## Publication originale
- Yağmur & Tropea, 2017 : « A new species of Euscorpius Thorell, 1876 from Mountain Kazdağı in northwestern Turkey (Scorpiones: Euscorpiidae). » Arachnida - Rivista Aracnologica Italiana, vol. 3, no 15, p. 2-17.